# Bramber
Bramber ist ein Dorf (Village) und eine Gemeinde (Civil Parish) im Horsham District in Südengland. Es liegt am nördlichen Ende der South Downs nahe dem Fluss Adur. Benachbarte Kommunen sind Steyning, Botolphs und Upper Beeding. Aufgrund einer Zusammenlegung der Kirchenbezirke bestehen die engsten Bindungen zu Botolphs.

## Namensherkunft
Der Name Bramber stammt vermutlich vom angelsächsischen Brymmfurth, was so viel bedeutet wie „befestigter Hügel“. Aufgrund dieser Namensherkunft wird davon ausgegangen, dass Bramber schon vor der Errichtung seiner normannischen Burg ein Militärstützpunkt war.

## Sehenswürdigkeiten

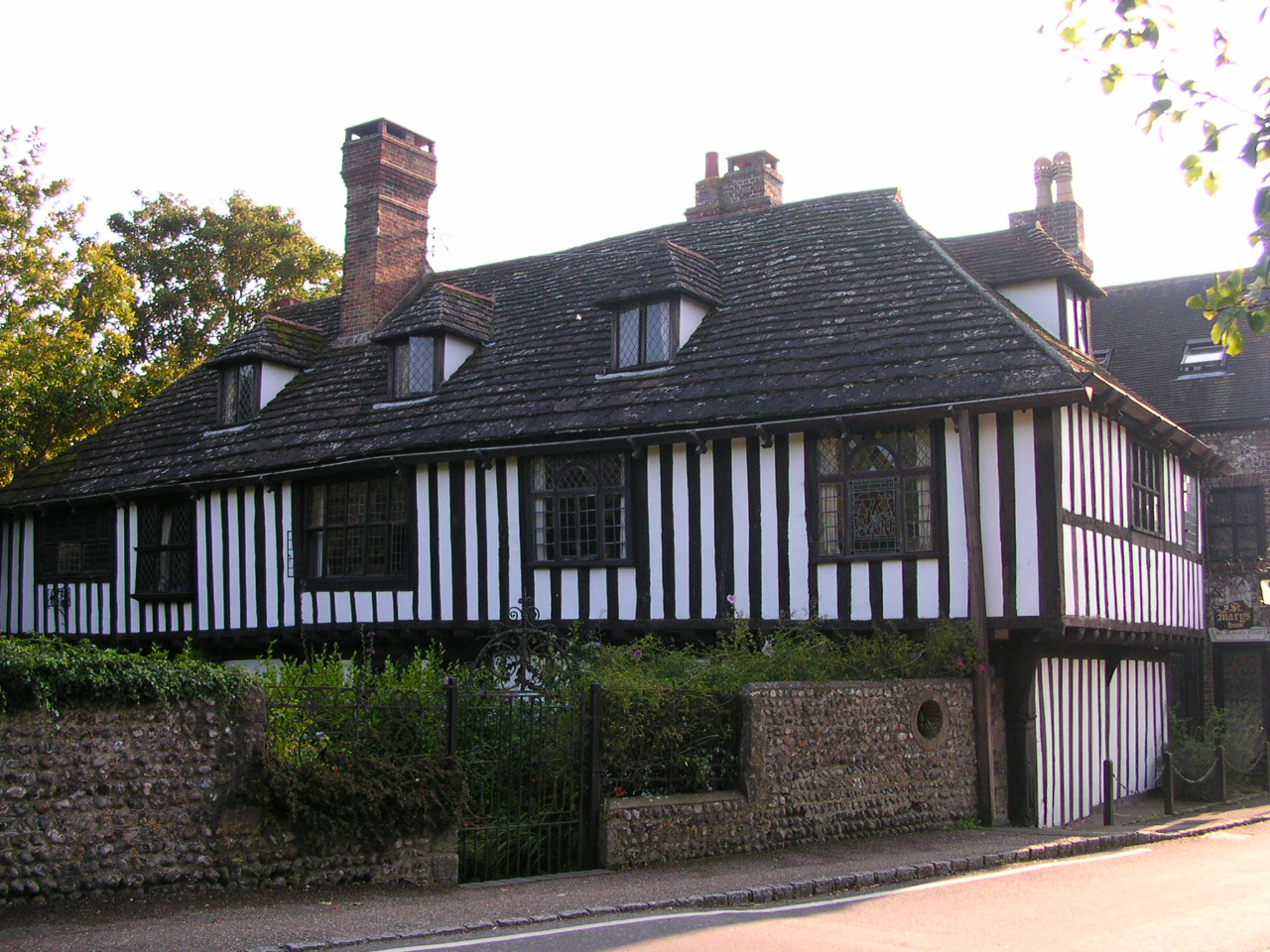
St. Mary’s House in Bramber

Auf einem kleinen Hügel südlich der Gemeinde steht die Ruine des Bramber Castle, einer normannischen Erdhügelburg aus dem 11. Jahrhundert. Eine ebenfalls im 11. Jahrhundert erbaute, dem heiligen Nikolaus gewidmete, Burgkirche hat die Jahrhunderte überstanden und wird noch heute für Gottesdienste verwendet. Sowohl die Kirche als auch die Burgruine dienen heute als touristischer Anziehungspunkt insbesondere für Familien aus der näheren Umgebung.
Neben der Burgruine ist St. Mary’s House eine weitere Touristenattraktion. Dieses Fachwerkhaus aus dem 15. Jahrhundert, dass häufig mit den Tempelrittern in Verbindung gebracht wird, diente als klösterliche Herberge für Pilger und Mönche, die die Brückenmaut der Bramber Bridge, einer ca. 52 Meter langen Brücke über den Fluss Adur, einsammelten.
Etwas außerhalb des Ortes Bramber in Richtung Botolphs wurde durch Nonnen lange Zeit ein mittelalterliches Hospital betrieben. Heute steht das Maudlyn House, das mit seinem Namen an das der Heiligen Maria Magdalena gewidmete Krankenhaus erinnert, auf dem Grundstück des ehemaligen Hospitals.